# Sharkoon

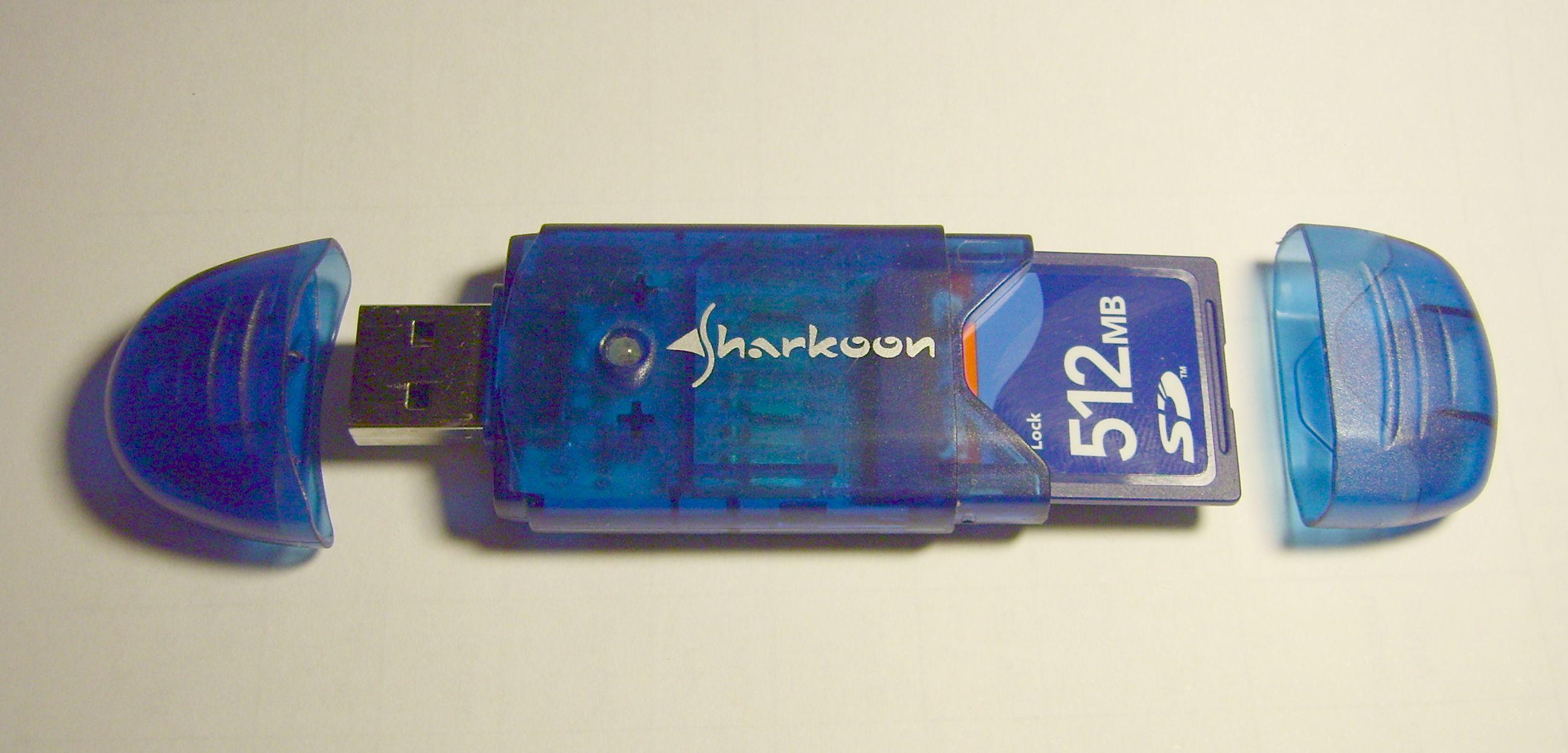
USB adaptér pro SD karty společnosti Sharkoon

Sharkoon Technologies GmbH. je německý výrobce a prodejce počítačové periferní elektroniky pro herní počítače a počítačových komponentů – počítačových zdrojů (PSU – Power supply unit). Společnost vznikla v roce 2002 a její hlavní sídlo je ve městě Pohlheim v Německu. V roce 2006 firma založila na Tchaj-wanu v centru světové výroby čipů a komponentů dceřinou společnost Sharkoon Taiwan Co., Ltd.

## Působení společnosti
V roce 2010 společnost vstoupila na japonský trh.  Německá část společnosti je zodpovědná za vývoj, design, kontrolu kvality a marketing produktů, kdežto výrobu zajišťuje její tchajwanská dceřiná společnost. Společnost je z hlediska globálního trhu menší velikosti, se zaměřením na kvalitu ve středních cenových relacích.